# East Linton
Pour les articles homonymes, voir Linton.
East Linton est un village qui se trouve dans le comté du East Lothian en Écosse. Il est situé sur la rivière Tyne et la route A199 (ancienne route A1 ) approximativement à 37 km à l'est d'Édimbourg. C’est une des plus anciennes paroisses d’East Lothian, construite à environ 30 mètres d'altitude.

## Histoire
À l'origine appelé Linton, le village obtint probablement son nom de la Linn (une cascade) sur la rivière Tyne qu'elle a poussé sur les côtés.
Il a été appelé plus tard East Linton afin de le distinguer de West Linton dans le Peeblesshire lorsque les chemins de fer ont été construits.
De nos jours, une seule église reste active, l'église paroissiale de Prestonkirk qui est également l'ancien nom de la paroisse. Le village est maintenant avec Stenton et Whittingehame, une partie de la paroisse de Traprain. L'église originelle aurait été fondée par Baldred de Tyninghame, également connu sous le nom de ‘St Baldred of the Bass’, au VIIIe siècle. La tour actuelle de l'église date de 1631 alors que le bâtiment principal, lui, est de 1770. Elle a été agrandie en 1824 et l'intérieur a été redessiné en 1892. Quant à la fenêtre de St Baldred, elle a été installée en 1959. Autrefois, il y avait une église libre d'Écosse (St André), une église catholique romaine (St Kentigern) et une salle méthodiste.
L'horloge de l'ancienne église St André a été introduite par le village pour commémorer le jubilé d'or de la reine Victoria. Elle a été nommée 'Jessie' d’après le nom d’une jeune fille locale quand les garçons du village ont grimpé dans le clocher et versé une libation, lors de l’inauguration, pour la baptiser. Depuis, le nom est resté.
Il y a longtemps, au milieu de l’époque victorienne, George Pringle Smith (d.1850) était le maître d'établissement de l’école du village.
Une fontaine, surmontée de lumières au sommet, possédant quatre chérubins se trouve sur la place du village.
Preston Mill, vieux moulin à eau, se trouve à la périphérie. Le moulin à eau sur le site date du XVIe siècle et fonctionne encore. Un four attenant au moulin possède une toiture conique flamande rouge dont le dôme est terminé par un chapeau au design local.

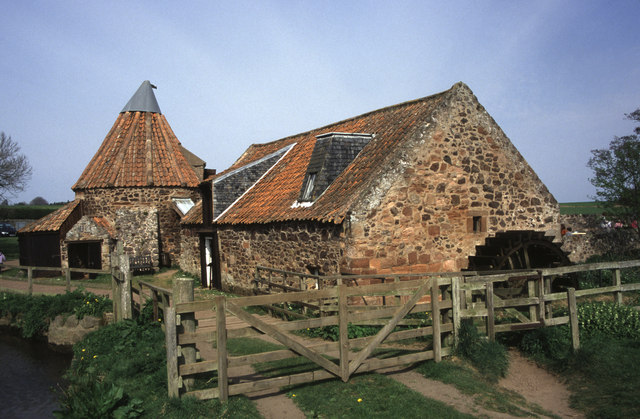
Preston Mill

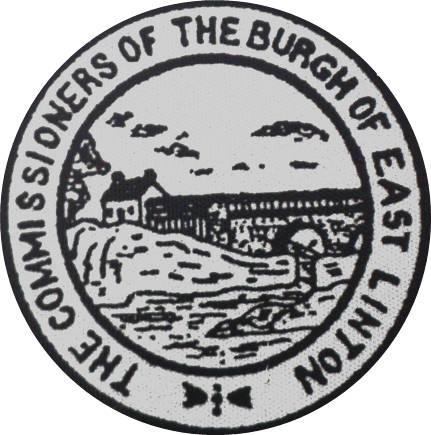
Le blason de le burgh d'East Linton

À la suite de la fermeture de la ligne secondaire du chemin de fer à Haddington en 1949, la belle gare victorienne sur la ligne principale de la côte est (East Coast Main Line) à East Linton est devenue la plus proche de ce bourg. Bien que les trains express continuent de circuler à grande vitesse, la gare d’East Linton a été fermée en 1964. Elle est maintenant utilisée comme résidence. Une étude publiée en 2013 proposait la réouverture des gares d’East Linton et de Reston (Berwickshire).
Avant l’arrivée de la compagnie ferroviaire North British Railway, les cochers de la diligence postale changeaient de chevaux au Douglas Inn, située en face de la distillerie d’East Linton.
La relique d’une construction couverte, en bois, de forme octogonale utilisée pour les bovins, les porcs, et les moutons dans Station Road témoigne de l'importance du passé d'East Linton en tant que centre agricole.
East Linton abrite l'un des bureaux de 4J Studios, le plus connu pour le développement de l'édition console de Minecraft.

## Personnalités liées à la commune
- John Rennie (1761-1821) ingénieur civil, né à Phantassie[5].
- George Rennie (1802-1860) sculpteur et politicien, né à Phantassie[5].
- George Rennie (1749-1828) agriculteur, né à Phantassie[5].
- Robert Noble (en) RSA (1857-1917) peintre, fondateur et président de la Society of Scottish Artists (en), a vécu ses dernières années ici jusqu’à sa mort[5].
- Andrew Meikle (1719-1811) inventeur de la batteuse mécanique[3].
- John Pettie RSA (1839-1893) peintre[5].

## Sport
East Linton a une équipe de football locale nommée East Linton AFC.